# Comité central républicain des Vingt arrondissements
Le Comité central républicain des Vingt arrondissements est un organe parisien créé au lendemain de la proclamation de la République le 4 septembre 1870 afin d'obtenir du Gouvernement de la Défense nationale des mesures politiques et sociales favorables aux classes populaires et l'établissement d'une Commune élue par ses habitants.
Rassemblant des révolutionnaires de diverses tendances (internationalistes, blanquistes ou jacobins), il tente d'infléchir la position du gouvernement en organisant une série de manifestations, mais l'échec du rassemblement du 8 octobre entraîne le départ de certains de ses cadres et marque son affaiblissement. Le Comité, un temps renommé en Délégation des vingt arrondissements, n'abandonne pas pour autant ses revendications et fait placarder l'Affiche Rouge dans la nuit du 5 au 6 janvier 1871. Plusieurs de ses membres sont élus au conseil de la Commune établi lors des élections municipales du 26 mars qui font suite au soulèvement populaire qui met en fuite le gouvernement versaillais et instaure la Commune de Paris.

## Histoire

### Création après la proclamation de la République
Le 19 juillet 1870, la France déclare la guerre à la Prusse. Mal préparée, l'armée française subit une véritable déroute. Après la capitulation de Napoléon III à Sedan, les députés parisiens proclament la République dans l'après-midi du 4 septembre à l'Hôtel de ville. Dès le lendemain, plusieurs centaines d'ouvriers réunis rue au Maire décident de créer des comités républicains dans chaque arrondissement. Les membres de l'Association internationale des travailleurs prennent une large part de cette initiative qui rassemble également des blanquistes et des jacobins dans le but de réunir toutes les mouvances révolutionnaires,. Ces comités, parfois appelés comité de vigilance ou comité de défense, doivent à leur tour déléguer deux représentants pour constituer le « Comité central de Défense nationale des vingt arrondissements de Paris » qui tient sa première réunion le 11 septembre sur la rue de la Corderie-du-Temple,.
Le 14 septembre, le Comité central fait placarder une affiche rose (dite « première Affiche Rouge ») qui appelle à la formation de la Commune de Paris. Son programme propose la suppression de la police d'État et son remplacement par des magistrats nommés par les municipalités et aidés par des membres de la Garde nationale, l'élection et la responsabilité de tous les fonctionnaires, l'établissement des libertés de la presse, de réunion et d'association, la suppression du budget des cultes, l'annulation de toutes les condamnations politiques, la réquisition des marchandises et leur rationnement pour pouvoir résister au siège de la ville par les troupes allemandes, qui devient effectif le 19 septembre suivant,.
48 personnalités ont signé cette affiche, parmi lesquelles Cluseret, A. Dupont, Johannard, Lefrançais, Longuet, Malon, Oudet, Pindy, Ranvier, Vaillant et Vallès, qui siégeront au Conseil de la Commune.

### Opposition au gouvernement
Dans un premier temps, le Comité des Vingt arrondissements ne cherche pas l'affrontement avec le gouvernement de la Défense nationale et cherche au contraire à aider les municipalités provisoires désignées par ce dernier en matière de police, de ravitaillement ou sur l'organisation des écoles. Comme l'explique l'historien Jacques Rougerie, « le Comité se voulait, du moins au départ, nullement concurrent, mais auxiliaire du gouvernement, mobilisant, canalisant au profit de celui-ci les initiatives populaires ». Toutefois, les revendications concernant l'élection d'une municipalité n'étant pas satisfaites, le Comité organise une série de manifestations entre le 20 et le 25 septembre pour engager un rapport de force. Il ne s'agit pas d'établir un contre-gouvernement mais bien d'exiger une « Commune souveraine, opérant révolutionnairement la défaite de l'ennemi, facilitant l'harmonie des intérêts et le gouvernement direct des citoyens par eux-mêmes ».
Le 8 octobre, le Comité des Vingt arrondissements appelle à une manifestation devant l'Hôtel de ville, mais le rassemblement est un échec faute d'un nombre suffisant de participants. Cette tentative manquée entraîne par ailleurs le départ de certains éléments modérés comme Charles-Louis Chassin puis des Internationalistes qui préfèrent fonder leur propre organisation,.
Dès lors, le Comité se met en retrait et ne joue qu'un rôle symbolique dans le soulèvement du 31 octobre. Son action lors des derniers mois de l'année 1870 est très limitée, bien qu'il participe à la création d'une Ligue républicaine pour la Défense à outrance et d'un Club central chargé de réunir les délégués des principales réunions publiques de Paris pour tenter de les fédérer sous sa direction. Le 1er janvier 1871, le Comité devient la Délégation des vingt arrondissements, et c'est sous cette appellation qu'il fait placarder le 5 janvier l'Affiche Rouge qui appelle une nouvelle fois à la formation de la Commune. Pour Jacques Rougerie, ce texte signé par 140 délégués constitue « un mouvement, retentissant en apparence, mais dont l'écho semble avoir été nul ».
Après la signature de l'armistice le 28 janvier, le Délégation s'allie aux représentants de l'AIT et de la Chambre fédérale des sociétés ouvrières pour présenter des candidats socialistes révolutionnaires aux élections législatives dont doit sortir l'Assemblée chargée de conclure la paix. Le 8 février, seuls quatre d'entre eux seront élus : Charles Ferdinand Gambon, Benoît Malon, Félix Pyat et Henri Tolain.

### Concurrence avec le Comité central de la Garde nationale
L'élection d'une Chambre majoritairement monarchiste et réactionnaire accélère la rupture entre les départements ruraux partisans d'une paix sans honneur et le peuple parisien résolument hostile à l'armistice. L'opération de police entreprise par le gouvernement le 18 mars pour récupérer les canons de la Garde nationale parisienne entraîne un nouveau soulèvement populaire qui aboutit à l'établissement de la Commune de Paris.
La Délégation reprend son nom initial de Comité central mais ce dernier est rapidement éclipsé par le Comité central de la Garde nationale qui exerce le pouvoir en attendant la tenue des élections municipales du 26 mars. De nombreux militants ayant siégé au Comité central des Vingt arrondissements sont finalement élus au conseil de la Commune, comme Augustin Avrial, Jean-Louis Pindy, Charles Delescluze, Édouard Vaillant ou encore Émile-Victor Duval. Le lendemain, Le Cri du peuple, quotidien fondé par Jules Vallès et Pierre Denis, publie le manifeste du Comité, mais le rôle de ce dernier demeure très limité durant tout l'exercice de la Commune. Il disparaît finalement le 19 mai, deux jours avant la Semaine sanglante.
Pour l'historien Michel Cordillot, « en donnant à la Commune une grande partie de ses chefs, le Comité central des Vingt arrondissements aura en somme atteint les objectifs qu'il s'était fixés au départ ».